# Đồng bằng sông Hồng

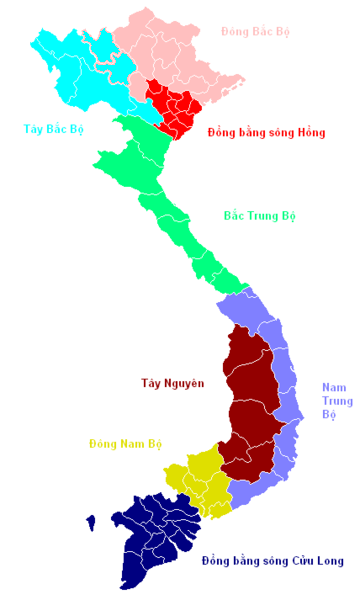
Vị trí vùng đồng bằng sông Hồng (màu đỏ) trên bản đồ Việt Nam

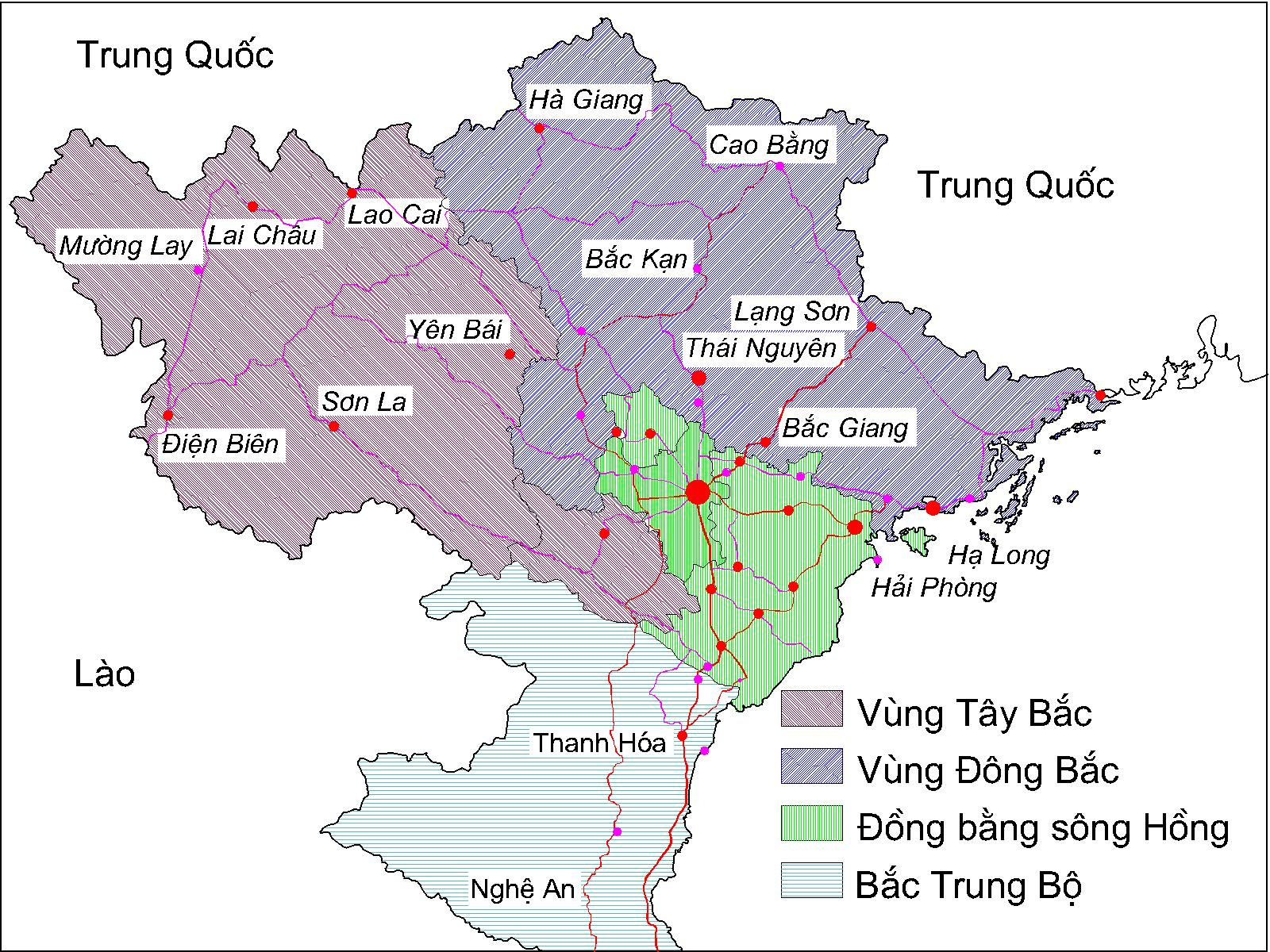
Các tiểu vùng ở Bắc Bộ trước năm 2013, khi Vùng Đồng bằng sông Hồng chưa có tỉnh Quảng Ninh

Đồng bằng sông Hồng là khu vực hạ lưu sông Hồng và sông Thái Bình thuộc Bắc Bộ Việt Nam. Đồng bằng sông Hồng bao gồm 5 tỉnh, thành phố, bao gồm: Hà Nội, Hải Phòng, Bắc Ninh, Hưng Yên, Ninh Bình.
Vùng có diện tích tự nhiên là 21.253 km2, chiếm 6,42% diện tích Việt Nam; dân số 23.102.211 người, chiếm 23,49% dân số Việt Nam; mật độ dân số 1.087 người/km2, cao nhất so với các vùng khác và gấp 3,66 lần so với mật độ trung bình chung của Việt Nam.
Không giống như vùng Đồng bằng sông Cửu Long, các tỉnh trong vùng đồng bằng sông Hồng chỉ có tỉnh Hưng Yên là không có núi, do đó khu vực này thường được gọi là "châu thổ sông Hồng".

## Vị trí, diện tích
Đồng bằng sông Hồng trải rộng từ phía bắc là 2 góc ở vĩ độ 21°40´B (huyện Bình Liêu, Quảng Ninh) và 21°34´B (huyện Lập Thạch, Vĩnh Phúc), tới 19°52´B (đảo Cồn Nổi, huyện Kim Sơn), từ 105°17´Đ (huyện Ba Vì) đến  108°04´Đ (mũi Sa Vĩ, thành phố Móng Cái, Quảng Ninh). Toàn vùng có diện tích 21.259,6 km², tỷ lệ khoảng 6,4% tổng diện tích cả nước.
Phía bắc và đông bắc giáp Đông Bắc Bộ, phía tây và tây bắc giáp Tây Bắc Bộ, phía tây nam giáp vùng Bắc Trung Bộ, phía đông và đông nam là vịnh Bắc Bộ. Đồng bằng thấp dần từ Tây Bắc xuống Đông Nam, từ các thềm phù sa cổ 10 - 15m xuống đến các bãi bồi 2 - 4m ở trung tâm rồi các bãi triều hàng ngày còn ngập nước triều.

## Hành chính
| STT       | Tên        | Trung tâm hành chính | Diện tích (km²) | Dân số (người) | Mật độ (người/km²) | Hành chính | Hành chính | Hành chính | Biển số xe | Mã vùng ĐT |
| STT       | Tên        | Trung tâm hành chính | Diện tích (km²) | Dân số (người) | Mật độ (người/km²) | Phường     | Xã         | Đặc khu    | Biển số xe | Mã vùng ĐT |
| --------- | ---------- | -------------------- | --------------- | -------------- | ------------------ | ---------- | ---------- | ---------- | ---------- | ---------- |
| 1         | Hà Nội     | Hoàn Kiếm            |                 |                |                    | 51         | 75         |            | 29–33, 40  | 24         |
| 2         | Hải Phòng  | Hồng Bàng            |                 |                |                    | 45         | 67         | 2          | 15, 16, 34 | 225        |
| 3         | Bắc Ninh   | Bắc Giang            |                 |                |                    | 33         | 66         |            | 98, 99     | 222        |
| 4         | Hưng Yên   | Phố Hiến             |                 |                |                    | 11         | 93         |            | 17, 89     | 221        |
| 5         | Ninh Bình  | Hoa Lư               |                 |                |                    | 32         | 97         |            | 18, 35, 90 | 229        |
| 6         | Quảng Ninh | Hạ Long              |                 |                |                    | 30         | 22         | 2          | 14         | 203        |
| Toàn vùng | Toàn vùng  | Toàn vùng            |                 |                |                    | 202        | 420        | 4          |            |            |

## Đặc điểm tên gọi
Các nhà nghiên cứu như Giáo sư Trần Quốc Vượng gọi vùng này là châu thổ Bắc bộ mà không gọi đồng bằng sông Hồng vì lý do:
- Châu thổ Bắc bộ là sản phẩm chính của phù sa hệ thống sông Hồng và hệ thống sông Thái Bình.
- Châu thổ Bắc bộ không bằng phẳng nên không nên gọi là đồng bằng. Trừ tỉnh Thái Bình [4] và tỉnh Hưng Yên không có núi, tất cả các tỉnh khác của châu thổ Bắc bộ đều có địa hình núi đồi xen kẽ châu thổ và thung lũng.
- Ngoài ra châu thổ Bắc bộ có nhiều "trũng" (ô trũng Hà Nam Ninh, ô trũng Hải Hưng, ô trũng Nho Quan, ô trũng Chương Mỹ - Mỹ Đức, v.v.). Không nhấn mạnh điểm này, coi như không hiểu sự phân bố các làng ở châu thổ Bắc bộ và nền nông nghiệp kèm theo con sông này.

## Địa chất
Toàn bộ miền đồng bằng sông Hồng nằm trên một lớp đá kết tinh cổ, loại nền đá ở vùng Đông Bắc. Cách đây 200 triệu năm, vào cuối đại Cổ sinh, lớp đá này bị sụt xuống. Vào thời đó, biển lên đến quá Việt Trì ngày nay, tiến sát các vùng đồi Bắc Giang, Bắc Ninh, Phúc Yên, Nho Quan. Cửa sông Hồng lúc đó ở Việt Trì. Chế độ biển kéo dài trên 170 triệu năm. Các trầm tích Neogen lắng xuống làm cho vịnh biển thu hẹp lại. Lớp trầm tích này có nơi dày đến 3000 mét. Trên cùng là lớp phù sa Holocen dày từ 80 đến 100 mét ở trung tâm vùng đồng bằng sông Hồng, và càng xa trung tâm thì càng mỏng dần.
Trong đồng bằng sông Hồng có nhiều ô trũng tự nhiên, điển hình là ô trũng Hà Nam Ninh, ô trũng Hải Hưng và ô trũng Nho Quan. Ngoài ra còn có rất nhiều đầm lầy. Trầm tích và phù sa do các sông vận chuyển ra khỏi lòng sông mỗi mùa lũ đã không lấp được các ô trũng và đầm lầy này do chúng quá xa sông hoặc do bị đê điều nhân tạo ngăn cản. Việc các sông đổi dòng cũng tạo ra nhưng đầm lầy và ao hồ.

## Dân số
Dân số khu vực Đồng bằng sông Hồng năm 2021 là 21.848.913 người, chiếm khoảng 22,3% tổng dân số cả nước, với bình quân khoảng 1.450 người/km2. Đây là vùng có mật độ dân số cao nhất cả nước.Đa số dân số là người Kinh, một bộ phận nhỏ thuộc Ba Vì (Hà Nội) và Nho Quan (Ninh Bình) có thêm dân tộc Mường.
- Dân cư đông nên có lợi thế: Có nguồn lao động dồi dào, nguồn lao động này có nhiều kinh nghiệm và truyền thống trong sản xuất, chất lượng lao động cao. Tạo ra thị trường có sức mua lớn.
- Tuy nhiên lại gây sức ép lớn cho tài nguyên thiên nhiên, ô nhiễm, xuất hiện nhiều vấn đề về chỗ ở, việc làm, tỉ lệ phạm luật và tệ nạn xã hội cao.
- Chính sách: có sự đầu tư nhiều của Nhà nước và nước ngoài.
- Có lịch sử khai phá lâu đời, là nơi tập trung nhiều di tích, lễ hội, làng nghề truyền thống... với 2 trung tâm kinh tế xã hội là Hà Nội và Hải Phòng.

## Quân sự
Vùng đồng bằng sông Hồng có vị trí chiến lược trong an ninh-quốc phòng. Hiện nay, vùng đồng bằng sông Hồng do Bộ tư lệnh Thủ đô Hà Nội và Quân khu 2, Quân khu 1, Quân khu 3 bảo vệ.
Quân đoàn 1, còn gọi là Binh đoàn Quyết Thắng, được thành lập ngày 24 tháng 10, đóng tại thành phố Tam Điệp, Ninh Bình là một trong 4 binh đoàn chủ lực ở Việt Nam.

## Tài nguyên thiên nhiên
- Diện tích đất nông nghiệp khoảng 760.000 ha, trong đó 100% là đất phù sa màu mỡ, có giá trị lớn về sản xuất nông nghiệp. Đất nông nghiệp chiếm 51,2% diện tích vùng.
- Khí hậu cận nhiệt đới ẩm, có mùa hè nóng ẩm nhưng mùa đông phi nhiệt đới lạnh và khô, làm cho cơ cấu cây trồng đa dạng. Tài nguyên khí hậu và thủy văn thuận lợi cho việc thâm canh tăng vụ trong sản xuất nông nghiệp. Thời tiết mùa đông rất phù hợp cho các cây trồng ưa lạnh.
- Tài nguyên nước phong phú, có giá trị lớn về kinh tế là hệ thống sông Hồng và sông Thái Bình. Ngoài ra còn có nước ngầm, nước nóng, nước khoáng.
- Tài nguyên biển: bờ biển dài khoảng 400 km, vùng biển có tiềm năng lớn để phát triển nhiều ngành kinh tế (đánh bắt và nuôi trồng thủy sản, giao thông, du lịch,...)
- Khoáng sản không nhiều, đáng kể nhất là trữ lượng than nâu trữ lượng dự tính là 8,8 tỉ tấn. Khí thiên nhiên được thăm dò và khai thác ở Tiền Hải – Thái Bình. Tuy nhiên, khoáng sản làm vật liệu xây dựng khá phong phú như đá vôi hàng tỉ tấn...

## Kinh tế

### Cơ sở hạ tầng
Kết cấu hạ tầng phát triển mạnh (giao thông, điện, nước...), 
- Hệ thống đường cao tốc có 
  -  Đường cao tốc Bắc – Nam
  -  Đường cao tốc Hà Nội – Hải Phòng
  -  Đường cao tốc Hà Nội – Lào Cai
  -  Đường cao tốc Hải Phòng - Móng Cái
  -  Đường cao tốc Ninh Bình – Hải Phòng (Đang xây dựng)
- Hệ thống đường quốc lộ có 
  -  Quốc lộ 1 xuyên Việt
  -  Quốc lộ 18 Con đường từ Hà Nội - Quảng Ninh
  -  Đường liên tỉnh Hà Nội - Hưng Yên hay còn gọi là đường 39B
  -  Quốc lộ 5A nối Hà Nội tới Hải Phòng đi qua các tỉnh, thành Hà Nội, Hưng Yên, Hải Dương, Hải Phòng
  -  Đường cao tốc mới 5B Hà Nội - Hải Phòng đi qua các tỉnh, thành Hà Nội, Hưng Yên, Hải Dương, Hải Phòng
  -  Quốc lộ 10 nối từ Ninh Bình đi Hải Phòng; quốc lộ 18 nối Hà Nội - Bắc Ninh - Hải Dương
  -  Quốc lộ 39 từ phố Nối Hưng Yên tới cảng Diêm Điền; quốc lộ 21 nối Hà Nam đi Thịnh Long (Nam Định)
  -  Quốc lộ 21B nối Hà Nội - Hà Nam - Nam Định - Ninh Bình
  -  Quốc lộ 38 nối Bắc Ninh tới Hà Nam đi qua Hưng Yên; Quốc lộ 38B nối Hải Dương tới Ninh Bình
  -  Quốc lộ 45 nối Ninh Bình - Thanh Hóa
  - Các quốc lộ khác như  Quốc lộ 2,  Quốc lộ 3,  Quốc lộ 6,  Quốc lộ 32,  Quốc lộ 35,  Quốc lộ 37,  Quốc lộ 37B,  Quốc lộ 37C,  Quốc lộ 17...
- Tuyến đường sắt Bắc – Nam và toả đi các thành phố khác; các sân bay quốc tế Nội Bài, sân bay Cát Bi, Hải Phòng;
- Các cảng lớn như cảng Hải Phòng, cảng Cái Lân, cảng Diêm Điền, cảng Ninh Cơ...
- Cơ sở vật chất kỹ thuật cho các ngành ngày càng hoàn thiện: hệ thống thủy lợi, các trạm, trại bảo vệ cây trồng, vật nuôi, nhà máy chế biến...
- Khu vực có nhiều tuyến đường sông quốc gia được đưa vào danh sách Hệ thống đường sông Việt Nam như: Sông Hồng, Sông Đuống, Sông Luộc, Sông Đáy, Sông Hoàng Long, Sông Đào, Sông Ninh Cơ, Kênh Quần Liêu, Sông Vạc, Kênh Yên Mô, Sông Thái Bình, Sông Cầu, Sông Kinh Thầy, Sông Kinh Môn, Sông Kênh Khê, Sông Lai Vu, Sông Mạo Khê, Sông Cầu Xe, Sông Gùa, Sông Mía, Sông Hoá, Sông Trà Lý, Sông Cấm, Sông Lạch Tray, Sông Phi Liệt, Sông Văn Úc,...

### Công nghiệp
Các ngành công nghiệp mà đồng bằng sông Hồng có là: luyện kim, cơ khí, hóa chất, vật liệu xây dựng, chế biến thực phẩm, sản xuất hàng tiêu dùng, nhiệt điện. Các ngành công nghiệp khai thác: khai thác dầu khí, khai thác đá vôi, khai thác cao lanh.
Giá trị sản xuất công nghiệp tăng mạnh từ 18,3 nghìn tỷ đồng (1995) lên 55,2 nghìn tỷ đồng, chiếm 21% cả nước. Những nơi có nhiều ngành công nghiệp tập trung nhất là Hà Nội, Hải Phòng, Hải Dương, Bắc Ninh.
Tính đến cuối năm 2009, vùng Đồng bằng sông Hồng có 61 khu công nghiệp được thành lập với tổng diện tích đất tự nhiên trên 13.800 ha, trong đó có 9.400 ha đất công nghiệp có thể cho thuê. So với cả nước, vùng Đồng bằng sông Hồng chiếm 26% về số lượng KCN và 23% về diện tích đất tự nhiên các KCN.

### Nông nghiệp
Đồng bằng sông Hồng là khu vực có đất đai trù phú, phù sa màu mỡ. Diện tích và tổng sản lượng lương thực chỉ đứng sau Đồng bằng Sông Cửu Long nhưng là vùng có trình độ thâm canh cao, lâu đời.
Sản lượng lúa của khu vực tăng từ 44,4 tạ/ha (1995) lên là 58,9 tạ/ha (2008)
Không chỉ có sản lượng lúa tăng mà còn có một số lương thực khác như ngô, khoai tây, cà chua, cây ăn quả... cũng tăng về mặt sản lượng và cả chất lượng. Đem lại hiệu quả cho ngành kinh tế của vùng. Vụ đông trở thành vụ sản xuất chính.
Nuôi lợn, bò và gia cầm cũng là nghề phát triển mạnh của vùng.
Vùng duyên hải Bắc Bộ gồm Hải Phòng, Thái Bình, Nam Định và Ninh Bình nằm giáp biển, có nhiều cửa sông lớn đổ ra, thuận lợi phát triển nghề nuôi trồng và đánh bắt thủy hải sản.

### Dịch vụ
Đồng bằng sông Hồng là vùng có hạ tầng giao thông đồng bộ và thuận lợi, hoạt động vận tải sôi nổi nhất. Có nhiều đường sắt nhất đi qua các nơi khác nhau trong vùng.
Đồng bằng sông Hồng có nhiều địa danh du lịch như Tam Đảo, Hồ Tây, Chùa Hương, chùa Phật Tích, Tam Cốc-Bích Động, Côn Sơn - Kiếp Bạc, Phố Hiến, Cúc Phương, Tràng An, Chùa Bút Tháp, Chùa Tam Chúc, Cát Bà, Phủ Dầy, Đền Trần, Chùa Keo, Chùa Dâu, Đền Đô, Vườn quốc gia Xuân Thủy, biển Quất Lâm...
Sân bay: sân bay lớn nhất nằm ở Nội Bài (Hà Nội). Cảng: có cảng Hải Phòng lớn nhất nên Hà Nội và Hải Phòng là 2 đầu mối quan trọng. Cảng sông quan trọng là cảng Ninh Phúc và cảng Nam Định.
Ngành bưu chính viễn thông của vùng phát triển mạnh. Hà Nội là trung tâm thông tin, tư vấn, chuyển giao công nghệ, đồng thời là nơi tập trung nhiều tổ chức tài chính và ngân hàng lớn nhất Việt Nam.

## Khó khăn
- Địa hình thấp, có nhiều ô trũng, mùa mưa dễ gây ngập lụt kéo dài và cuốn trôi hoa màu.
- Đất phía trong đê không được bồi đắp thường xuyên và đang dần thoái hóa, rìa đồng bằng đất bạc màu.
- Phải chịu ảnh hưởng của gió mùa đông bắc với những đợt giá rét, khí hậu nhiệt đới ẩm dễ phát sinh dịch bệnh như sốt xuất huyết và khó khăn trong bảo dưỡng máy móc thiết bị sản xuất.
- Nguồn tài nguyên trong khu vực hạn chế, phần lớn phải nhập khẩu nguyên nhiên liệu từ các vùng khác về.

## Các tỉnh thuộc Đồng bằng sông Hồng[9]
- Mục dân số và diện tích ghi theo số liệu của Tổng cục Thống kê Việt Nam trên trang Wikipedia tiếng Việt của các tỉnh thành Việt Nam.

| Stt | Tên tỉnh            | Thủ phủ                      | Thành phố | Thị xã | Quận | Huyện | Diện tích (km²) | Dân số (người) | Mật độ (km²) | Biển số xe    | Mã vùng ĐT |
| --- | ------------------- | ---------------------------- | --------- | ------ | ---- | ----- | --------------- | -------------- | ------------ | ------------- | ---------- |
| 1   | Thủ đô Hà Nội       | Quận Hoàn Kiếm, Quận Ba Đình |           | 1      | 12   | 17    | 3.358,9         | 8.418.883      | 2.506        | 29 đến 33, 40 | 24         |
| 2   | Bắc Ninh            | Thành phố Bắc Ninh           | 2         | 2      |      | 4     | 822,7           | 1.488.250      | 1.809        | 99            | 222        |
| 3   | Hà Nam              | Thành phố Phủ Lý             | 1         | 1      |      | 4     | 860,9           | 867.258        | 1.007        | 90            | 226        |
| 4   | Hải Dương           | Thành phố Hải Dương          | 2         | 1      |      | 9     | 1.668,2         | 1.932.090      | 1.158        | 34            | 220        |
| 5   | Thành phố Hải Phòng | Quận Hồng Bàng               |           |        | 7    | 8     | 1.561,8         | 2.069.110      | 1.325        | 15 16         | 225        |
| 6   | Hưng Yên            | Thành phố Hưng Yên           | 1         | 1      |      | 8     | 930,2           | 1.279.308      | 1.375        | 89            | 221        |
| 7   | Nam Định            | Thành phố Nam Định           | 1         |        |      | 9     | 1.668           | 1.771.000      | 1.062        | 18            | 228        |
| 8   | Thái Bình           | Thành phố Thái Bình          | 1         |        |      | 7     | 1.570,2         | 1.876.579      | 1.195        | 17            | 227        |
| 9   | Vĩnh Phúc           | Thành phố Vĩnh Yên           | 2         |        |      | 7     | 1.235,2         | 1.184.074      | 959          | 88            | 211        |
| 10  | Ninh Bình           | Thành phố Hoa Lư             | 2         |        |      | 6     | 1.386,8         | 993.920        | 717          | 35            | 229        |

Hiện nay, hầu hết các đô thị vốn trước đây là thị xã tỉnh lỵ của một tỉnh ở vùng đồng bằng sông Hồng đều đã trở thành các thành phố trực thuộc tỉnh (ngoại trừ thành phố Hà Nội và thành phố Hải Phòng là hai thành phố trực thuộc Trung ương). Trong đó, tỉnh Vĩnh Phúc có thành phố là Vĩnh Yên và Phúc Yên, tỉnh Hải Dương có hai thành phố là Hải Dương và Chí Linh, tỉnh Bắc Ninh có hai thành phố là Bắc Ninh và Từ Sơn, tỉnh Ninh Bình có hai thành phố là Hoa Lư và Tam Điệp.
Trong suốt thời kỳ từ đầu năm 1945 cho đến năm 1997, toàn vùng đồng bằng sông Hồng chỉ có ba thành phố là Hà Nội, Hải Phòng và Nam Định. Từ năm 1997 đến nay, lần lượt các thị xã được nâng cấp trở thành các thành phố trực thuộc tỉnh.
Các thành phố lập đến năm 1975:
- Thành phố Hà Nội: lập ngày 19 tháng 7 năm 1888 theo Sắc lệnh của Tổng thống Pháp
- Thành phố Hải Phòng: lập ngày 19 tháng 7 năm 1888 theo Sắc lệnh của Tổng thống Pháp
- Thành phố Nam Định: lập ngày 17 tháng 10 năm 1921 theo Sắc lệnh của Toàn quyền Đông Dương.
- Thành phố Hải Dương: lập ngày 06 tháng 8 năm 1997 theo Nghị định số 88-CP[11]
- Thành phố Thái Bình: lập ngày 29 tháng 4 năm 2004 theo Nghị định số 117/2004/NĐ-CP[12]
- Thành phố Bắc Ninh: lập ngày 26 tháng 1 năm 2006 theo Nghị định số 15/2006/NĐ-CP[13]
- Thành phố Vĩnh Yên: lập ngày 01 tháng 12 năm 2006 theo Nghị định số 146/2006/NĐ-CP[14]
- Thành phố Hoa Lư: lập ngày 07 tháng 2 năm 2007 theo Nghị định số 19/2007/NĐ-CP[15]
- Thành phố Phủ Lý: lập ngày 09 tháng 6 năm 2008 theo Nghị định số 72/2008/NĐ-CP[16]
- Thành phố Hưng Yên: lập ngày 19 tháng 1 năm 2009 theo Nghị định số 04/NĐ-CP[17]
- Thành phố Tam Điệp: lập ngày 10 tháng 4 năm 2015 theo nghị quyết số 904/NQ-UBTVQH13[18]
- Thành phố Phúc Yên: lập ngày 07 tháng 2 năm 2018 theo nghị quyết số 484/NQ-UBTVQH14[19]
- Thành phố Chí Linh: lập ngày 10 tháng 1 năm 2019 theo nghị quyết số 623/NQ-UBTVQH14[20]
- Thành phố Từ Sơn: lập ngày 22 tháng 9 năm 2021 theo Nghị quyết số 387/NQ-UBTVQH15[21]

Hiện nay, ở vùng đồng bằng sông Hồng có 1 đô thị loại đặc biệt: thành phố Hà Nội (trực thuộc Trung ương); 5 đô thị loại I: thành phố Hải Phòng (trực thuộc Trung ương), thành phố Hoa Lư (thuộc tỉnh Ninh Bình), thành phố Bắc Ninh (thuộc tỉnh Bắc Ninh), thành phố Hải Dương (thuộc tỉnh Hải Dương). Các thành phố là đô thị loại II: thành phố Thái Bình (thuộc tỉnh Thái Bình), thành phố Nam Định (thuộc tỉnh Nam Định), thành phố Vĩnh Yên (thuộc tỉnh Vĩnh Phúc), thành phố Phủ Lý (thuộc tỉnh Hà Nam). Các thành phố còn lại hiện nay đều là các đô thị loại III trực thuộc tỉnh.

## Đô thị
Tính đến ngày 14 tháng 2 năm 2023, vùng Đồng bằng sông Hồng có:
- 1 đô thị loại đặc biệt: Hà Nội.
- 1 thành phố là đô thị loại I trực thuộc trung ương: Hải Phòng.
- 4 thành phố là đô thị loại I trực thuộc tỉnh: Bắc Ninh, Hải Dương, Hoa Lư.
- 4 thành phố là đô thị loại II: Thái Bình, Vĩnh Yên, Nam Định, Phủ Lý.
- 7 đô thị loại III gồm 5 thành phố trực thuộc tỉnh: Hưng Yên, Tam Điệp, Phúc Yên, Chí Linh, Từ Sơn và 2 thị xã: Sơn Tây, Kinh Môn.
- 8 đô thị loại IV gồm 4 thị xã: Mỹ Hào, Duy Tiên, Thuận Thành, Quế Võ; 1 huyện Yên Phong và 3 thị trấn: Thịnh Long, Diêm Điền, Như Quỳnh.